# Canções do Vento Sul
Canções do Vento Sul  é o álbum de estréia da cantora e compositora brasileira Paula Fernandes, lançado em 14 de setembro de 2005 pela Sonhos & Sons. Apesar de ser de fato o terceiro álbum da cantora, é considerado oficialmente o primeiro.
O álbum conta com as participações de Marcus Viana, produtor do álbum e integrante da banda Sagrado Coração da Terra e Sérgio Reis. A canção Ave Maria Natureza foi gravada especialmente para a trilha sonora da telenovela América.

## Lista de faixas
Todas as faixas escritas e compostas por Paula Fernandes, exceto onde indicado. 
| N.º            | Título                                     | Compositor(es)                  | Duração |  |
| 1.             | "Rosa Dourada"                             | Fernades Viana                  | 3:40    |  |
| 2.             | "Ok!"                                      |                                 | 3:43    |  |
| 3.             | "Meu Eu em Você" (part. Marcus Viana)      |                                 | 3:48    |  |
| 4.             | "Sem Você" (part. Sérgio Reis)             | Fernandes Victor Chaves         | 3:39    |  |
| 5.             | "Música e Rodeio"                          |                                 | 3:53    |  |
| 6.             | "Canções do Vento Sul"                     | Fernandes Chaves                | 4:25    |  |
| 7.             | "Vagalumes"                                | Chaves                          | 3:48    |  |
| 8.             | "Espaço Sideral"                           | Fernandes Chaves                | 3:24    |  |
| 9.             | "Luz, Paixão, Rodeio"                      | Chaves                          | 4:25    |  |
| 10.            | "Só Penso em Nós"                          |                                 | 4:17    |  |
| 11.            | "Dança Viva"                               |                                 | 3:37    |  |
| 12.            | "Todo Seu"                                 |                                 | 4:32    |  |
| 13.            | "Ave Maria Natureza"                       | Franz Schubert Adaptação: Viana | 2:11    |  |
| 14.            | "Meu Eu em Você" (Arranjo 2) (Faixa bônus) |                                 | 3:49    |  |
| Duração total: | Duração total:                             | Duração total:                  | 53:15   |  |

## Vendas e certificações
| País         | Certificação | Vendas  |
| ------------ | ------------ | ------- |
| Brasil - PMB | Ouro         | 50.000+ |

## Créditos
Extraídos do encarte do álbum.
- Paula Fernandes - voz e violão
- Augusto Rennó - violão e guitarra
- Eduardo Campos - bateria e percussão
- Ivan Correa - contrabaixo
- Marcus Viana - violino, violoncelo, bandolim, acordeon, teclados, direção e produção fonográfica
- Max Robson - percussão
- Evandro Lopes - engenheiro de som e direção de estúdio
- Carlinhos - assistente de gravação
- Marco Bavini - gravação da voz de Sérgio Reis no Bavini Digital Studio
- Átila Ardanuy - técnico de gravação
- Patrícia Torres - produção executiva
- Paola Callahan - fotos
- Luís Cláudio Vianna - foto interna
- Vide Bula - figurino
- Laura Teatini - projeto gráfico
- Adriano Alves - arte gráfica